# Copa de França de rugbi a 15
La Copa de França de rubgi a 15 (Coupe de France) va ser una competició francesa de rugbi a 15 creada inicialment el 1906 i represa el 1943. L'any 1951 s'abandonà i en el seu lloc fou represa la Challenge Yves du Manoir, competició que ja s'havia disputat abans de la Segona Guerra Mundial.
La competició es reprengué a mitjans dels vuitanta sota l'impuls de la Federació en paral·lel a la Challenge Yves du Manoir, essent abandonada al cap de tres temporades.
Un darrer esforç per reviure-la esdevingué el 1996 quan la Federació la fusionà amb la Challenge Yves du Manoir, amb el nom Trophée Du-Manoir Coupe de France. El 2001 esdevingué Coupe de la Ligue i Challenge Sud-Radio el seu darrer any, el 2003. La competició va desaparèixer aquest any per la manca de dates al calendari.

## Historial

### Coupe de France
| Any       | Vencedor                                      | Marcador                                      | Finalista                                     |
| --------- | --------------------------------------------- | --------------------------------------------- | --------------------------------------------- |
| 1943      | SU Agen                                       | 11-4                                          | Stade Bordelais                               |
| 1944      | Toulouse Olympique Etudiants Club             | 19-2                                          | Stade Bordelais                               |
| 1945      | SU Agen                                       | 14-13                                         | AS Montferrand                                |
| 1946      | Stade Toulousain                              | 6-3                                           | Section Paloise                               |
| 1947      | Stade Toulousain                              | 14-11                                         | AS Montferrand                                |
| 1948      | Castres Olympique                             | 6-0                                           | FC Lourdes                                    |
| 1949      | CA Bègles                                     | 11-6                                          | Stade Toulousain                              |
| 1950      | FC Lourdes                                    | 16-3                                          | AS Béziers                                    |
| 1951      | FC Lourdes                                    | 6-3                                           | Stadoceste Tarbais                            |
| 1952-1983 | No es disputà, vegeu Challenge Yves du Manoir | No es disputà, vegeu Challenge Yves du Manoir | No es disputà, vegeu Challenge Yves du Manoir |
| 1984      | Stade Toulousain                              | 6-0                                           | FC Lourdes                                    |
| 1985      | RC Narbonne                                   | 28-27 (pròrroga)                              | AS Béziers                                    |
| 1986      | AS Béziers                                    | 40-9                                          | Stade Aurillacois                             |

### Trophée Du-Manoir Coupe de France
| Any  | Vencedor             | Marcador | Finalista            |
| ---- | -------------------- | -------- | -------------------- |
| 1997 | Section Paloise      | 13-11    | CS Bourgoin-Jallieu  |
| 1998 | Stade Toulousain     | 22-15    | Stade Français Paris |
| 1999 | Stade Français Paris | 27-19    | CS Bourgoin-Jallieu  |
| 2000 | Biarritz Olympique   | 24-13    | CA Brive             |

### Coupe de la Ligue
| Any         | Vencedor        | Marcador | Finalista           |
| ----------- | --------------- | -------- | ------------------- |
| 2001        | AS Montferrand  | 34-24    | FC Auch             |
| 2002        | Stade Rochelais | 23-19    | Biarritz Olympique  |
| 2003 (març) | Stade Rochelais | 22-20    | CS Bourgoin-Jallieu |

### Challenge Sud-Radio
| Any             | Vencedor          | Marcador | Finalista           |
| --------------- | ----------------- | -------- | ------------------- |
| 2003 (novembre) | Castres Olympique | 27-26    | CS Bourgoin-Jallieu |